# Eine unheimliche Familie zum Schreien
Eine unheimliche Familie zum Schreien ist ein US-amerikanischer Fernsehfilm aus dem Jahr 1995, basierend auf der Fernsehserie The Munsters.

## Handlung
Als ein wütender Mob versucht das Zuhause der Munsters in Transsilvanien zu stürmen, erkennt die Familie, dass es an der Zeit für eine Luftveränderung wäre. Als sie durch den Hinterausgang flüchten, stoßen sie auf den von Hausdrache Spot verbuddelten Briefträger, der eine Nachricht von Hermans Nichte Marilyn bei sich hat, in dem sie sie zu sich nach Amerika einlädt.
Im Land der unbegrenzten Möglichkeiten angekommen ergeben sich einige Probleme. Wie sich herausstellt ist Marilyns Vater Norman Hyde seit sechs Monaten verschollen und ihre Mutter Elsa vor Kummer in eine Art Koma gefallen. Außerdem gibt es in der Stadt einen neuen Politiker, Brent Jekyll, der den Kongress anstrebt und dabei einen extrem ausländerfeindlichen Kurs anschlägt, wofür ihm die skurrile transsilvanische Familie gerade recht kommt. Opa Munster hat im Labor eine Videokassette entdeckt, auf der Schwager Norman zu sehen ist. Er erklärt, dass er an einem Gebräu arbeitet, dass das Aussehen einer Person völlig verändern soll, um seiner armen Tochter Marilyn zu helfen, die mit ihrem blonden Haar und der gesunden Hautfarbe so ganz aus der familiären Art schlägt. Mithilfe von Opas selbstgebautem „Norman-Hyde-Aufspürers“ finden sie schließlich heraus, wo er steckt: Schwager Norman hat sein Elixir im Selbstversuch getestet und sich somit in den rassistischen Möchtegern-Kongressabgeordneten Brent Jekyll verwandelt.
In einem furiosen Finale mit allerlei Verwechslungen gelingt es Marilyn ihren Vater mithilfe des von Opa angerührten Gegenmittels wieder zurückzuverwandeln. Hermans Schwester Elsa erwacht aus ihrem Koma und geht mit Norman auf eine Weltreise. Die Munsters bleiben im Haus in der Mockingbird Lane 1313 und tanzen im Vorgarten bis tief in eine friedliche Nacht mit Blitz und Donner hinein.

## Kritiken
- Lexikon des internationalen Films: Eine trotz aufwendiger Ausstattung und weitgehend originalgetreuer Figurenzeichnung wenig reizvolle Gruselkomödie nach einer Fernsehserie der 60er Jahre, die allenfalls durch die schwarz-humorige Karikatur amerikanischer Alltagskultur an Reiz gewinnt.[1]
- Cinema: Familie Munster aus Transsilvanien sucht ihr Glück in Amerika… Hommage an den TV-Comedy-Klassiker.

## Abweichungen zwischen Film und Original-Serie
- In Eine unheimliche Familie zum Schreien ist Marilyns Familienname Hyde und sie ist die Tochter von Hermans Schwester anstelle von Lilys.
- Im Film spricht Opa Munster einen Zauber auf einen Leichenwagen und verwandelt ihn so in das Munsters-Familienauto. In der Serie war der Wagen ein Geschenk von Lily an Herman.
- Opa Munsters Laboratorium befindet sich im Film unter der Treppe anstatt, wie in der Serie, unter einer Falltür im Wohnzimmer.
- Während in der Serie das Haus in der Mockingbird Lane 1313 eindeutig den Munsters gehört hat, ist es im Film das Eigentum von Hermans Schwager und er und seine Familie sind nur die Haussitter.

## Sonstiges
- In einer Szene haben die noch lebenden Darsteller der Original-Serie Yvonne De Carlo, Al Lewis, Butch Patrick und Pat Priest einen Gastauftritt als  Restaurantgäste. Fred Gwynne (Herman Munster), der Hauptdarsteller der Serie, war bereits 1993 verstorben.
- Das Haus der Munsters ist eine Kulisse, die bereits mehrfach für die Serie Gänsehaut nach der Jugendbuchreihe von R. L. Stine verwendet wurde. Das Original-Haus der ursprünglichen Serie steht noch heute in der Colonial Street auf dem Gelände der Universal Studios.
- Für die Eröffnungssequenz des Films wurde Material aus Universals Frankenstein von 1931 verwendet.
- Das Maskenteil, welches Hauptdarsteller Edward Herrmann als Herman Munster trägt, stammt aus derselben Gussform wie jenes, das Fred Gwynne in den ersten Episoden von The Munsters trug. Da dieses Modell für Gwynne zu groß war, wurde es gegen ein anderes Stirnteil ersetzt. Ursprünglich war dieses Maskenteil in den 1940er Jahren für Glenn Strange, der in drei Universal-Klassikern Frankensteins Monster spielte, entworfen worden.
- Die deutsche Erstveröffentlichung auf Video erfolgte unter dem Originaltitel: Here Come the Munsters. In Fernseh-Ausstrahlungen wird jedoch meist der deutsche Titel verwendet.
- Die Mockingbird Lane 1313 wird in der deutschen Version als Spottdrosselgasse 1313 genannt.
- In der deutschen Synchronisation des Films wurden Herman Munster von Tom Deininger und Grandpa Munster von Hans Teuscher eingesprochen, die bereits in der Serie zuvor Fred Gwynne und Al Lewis in den gleichen Rollen ihre Stimmen geliehen hatten.